# 河内文春・尾乃道子
河内文春・尾乃道子（かわちふみはる・おのみちこ）は、戦前と1980年代に活躍した夫婦音曲（河内音頭取り系）漫才コンビ。当初は「河内家美代次・文春」というコンビ名だった。

## 来歴・芸風
- 1933年に結婚しコンビを結成。1939年に「河内文春・尾乃道子」に改名。戦前から吉本興業の端席に出演、1940年にはわらわし隊の一員として慰問を行う。その後吉本興業を退社、戦後は一時廃業していた。1965年松竹芸能に入社。1970年代後半から1980年代前半までは大須演芸場に出演していた。
- 舞台はほとんどが河内文春の独り舞台で、後半尾乃道子が椅子に腰掛けて三味線を弾いた。

## メンバー
- 河内 文春（1913年12月10日　- 1986年頃[1]）本名は寺山文夫。
  - 岡山県窪屋郡の生まれ、8歳で音頭取り兼業の万歳初代河内家（荒川）芳春（1887年 - 1923年）に入門し徳島県清光座で兄弟子の河内家一春とのコンビで河内家文春の名で初舞台。一春とのコンビ解消後は、先輩の玉子家政夫、平和ラッパとコンビを変えた。

- 尾乃 道子（1910年3月10日　 - 1990年代）本名は寺山品子。
  - 広島県尾道の生まれ、22歳で初代河内家芳春の弟子の二代目河内家芳春に入門し、1932年に山口県麻里市で河内家美代次の名で初舞台。巨漢の持ち主であった。

## リンク
https://kamigata-manzai-shi.com/humiharu_mitiko/